# Minotaur (Fear the Walking Dead)
«Minotauro»  —título original en inglés: «Minotaur» — es el noveno episodio y estreno de mitad de la tercera temporada de la serie de televisión posapocalíptica, horror Fear the Walking Dead. Se estrenó el 10 de septiembre de 2017 junto con el siguiente episodio "The Diviner". Estuvo dirigido por Stefan Schwartz y el guion estuvo a cargo de Dave Erickson.

## Trama
El grupo de Walker se muda al rancho; la nueva comunidad comparte una comida después de la cual Jake y Walker hablan de construir una paz juntos. Sin embargo, las tensiones persisten y un joven borracho intenta vengar a Gretchen; aunque el joven muere, Walker recibe el control de la armería y ataca a todos los rancheros en busca de sus armas. Cuando Troy se niega, Walker envía un asalto armado. Troy está herido protegiendo a Nick, quien admite haber matado a Jeremiah, haciendo que Troy se retire. Walker exige justicia, por lo que exilia a Troy mientras Nick es metido en una caja caliente. Troy domina al nativo enviado con él y se enfrenta a Madison por la muerte de Jeremiah. En la presa, Daniel le dice a Lola que ella es la nueva jefa, que debe ser amada o despreciada. Mientras distribuye agua, la multitud se vuelve hacia ella y es atacada.

## Recepción
"Minotaur", junto con el siguiente episodio "The Diviner", recibieron críticas muy positivas de la crítica. En Rotten Tomatoes, "Minotauro" obtuvo una calificación del 86%, con una puntuación promedio de 7.25/10 basada en 7 reseñas.
En una revisión conjunta junto con el siguiente episodio "The Diviner", Matt Fowler de IGN le dio a "Minotaur" una calificación de 8.4 / 10.0, indicando; "Las cosas se sintieron apresuradas y forzadas cuando se trataba de revelar secretos (y no se produjeron consecuencias reales) en los estrenos de mitad de temporada de Fear the Walking Dead, pero en general estos fueron capítulos sólidos con algunas escenas geniales que definieron a los personajes."

### Calificaciones
"Minotaur" fue visto por 2,14 millones de espectadores en los Estados Unidos en su fecha de emisión original, por debajo de la calificación del episodio anterior de 2,40 millones.